# 피터 힐우드
피터 데니스 힐우드(Peter Denis Hill-Wood, 1936년 2월 25일 ~ 2018년 12월 28일)는 영국의 기업인이자 잉글랜드 프리미어리그의 아스널 FC의 회장이다.
영국 런던 출생으로 그의 아버지, 삼촌, 할아버지 모두 크리켓을 전공하며 아스널 FC의 회장을 지냈고, 1982년 아버지 데니스 힐우드의 뒤를 이어 아스널의 새 회장이 되었다.

## 같이 보기
- 아스널 FC